# Jambischer Dimeter
Der jambische Dimeter ist in der antiken Verslehre ein aus zwei jambischen Metren zusammengesetztes Versmaß. In der metrischen Formelnotation wird der jambische Dimeter als jad geschrieben.
Da das jambische Metrum eine Dipodie ist, also aus zwei Versfüßen besteht, hat der jambische Dimeter vier Versfüße, er stimmt also im Prinzip mit dem ebenfalls vierfüßigen jambischen Quaternar bzw. der jambischen Tetrapodie (ja4) überein. In Sprachen mit akzentuierendem Versprinzip wie dem Deutschen ist das entsprechende Versmaß der jambische Vierheber.

## Antike Formen
Die Schemata der verschiedenen Formen sind in metrischer Notation:
- jambischer Dimeter (jad):

×—ˌ◡—.×—ˌ◡◠
- Jambischer Quaternar (ja4) bzw.

×—ˌ×—ˌ×—ˌ◡◠
- katalektischer jambischer Quaternar (ja4c):

×—ˌ×—ˌ×—ˌ◠
Beispiele sind der Pfingsthymnus Veni creator spiritus von Rabanus Maurus sowie der Hymnus Vexilla regis von Venantius Fortunatus

## Jambischer Vierheber
In der akzentuierenden Metrik moderner Sprachen wie dem Deutschen entspricht dem jambischen Dimeter der jambische Vierheber, wobei die metrischen Ambivalenzen der antiken Versmaße entfallen und der Vers auch katalektisch sein kann:
◡—ˌ◡—ˌ◡—ˌ◡(—)